# 户撒阿昌族乡
户撒阿昌族乡是中华人民共和国云南省德宏傣族景颇族自治州陇川县下辖的一个民族乡。

## 沿革
唐宋时期，相继隶属南诏、大理政权管辖。元属云南行省金齿等处宣抚司平缅路管辖。明朝洪武十五年（1382年），设甲管辖。正统年间设土司，分封赖罗文、况本为把总，把户撒坝子分为户撒、腊撒两段，分别掌管。明末清初，镇南王吴三桂把户撒、腊撒改为“勋庄”。雍正二年（1724年），当地归腾越州管辖。乾隆年间，设户撒、腊撒长官司。民国三年（1914年），因改土归流，户撒归并入陇川。民国十六年（1927年），腊撒划归孟卯行政区，户撒划归盈江行政区，后来腊撒属瑞丽设治局，户撒属盈江设治局管辖。
中华人民共和国国务院成立后，1950年6月，户撒、腊撒统归盈江县，设建一乡（今隆光）、二乡（今朗光）、三乡（今潘乐）、四乡（今保平）、五乡（今曼炳）、六乡（今麻茄）。1952年4月，建置区政府，称盈江第三区，并划出麻茄乡。1955年土地改革后，称户撒腊撒区。1958年，划归陇川县，称户撒区。“文化大革命”时期改为东风公社。1984年设区建乡，恢复户撒区。1987年，实行大乡制，撤区建乡，即今户撒阿昌族乡。

## 行政区划
户撒阿昌族乡下辖以下村级行政区划单位：
项姐村、曼捧村、朗光村、潘乐村、隆光村、户早村、明社村、曼炳村、保平村、腊撒村和平山村。

## 文化
户撒阿昌族乡是中国三个阿昌族民族乡之一（另外两个是九保阿昌族乡、曩宋阿昌族乡）。当地保持着阿昌族语言、服饰和文化和过传统阿露窝罗节的习惯。

## 中国传统村落
2012年，曼东村被评为首批“中国传统村落”。